# Tim Sweeney (computerspelontwerper)
Tim Sweeney (geboren in 1970) is een Amerikaans computerspelontwikkelaar en ondernemer. Hij is de oprichter en bestuursvoorzitter van Epic Games en ontwerper van de Unreal Engine.

## Carrière
Het eerste spel waar Sweeney aan werkte was ZZT, een actie-avonturenspel voor MS-DOS dat uitkwam op 15 januari 1991. Volgens eigen zeggen stimuleerde dit spel hem om verdere spellen te ontwikkelen.
Sweeney richtte zijn eigen adviesbureau op onder de naam Potomac Computer Systems, waar hij mensen met computerproblemen hielp. Het bleek dat het ontwikkelen van games meer winst opleverde en het bedrijf werd hernoemd naar Epic MegaGames.
Hij werkte aan de ontwikkeling van de Unreal Engine, een game-engine die onder meer werd gebruikt voor games in de Unreal-serie. Vanaf Unreal Engine 3 hield Sweeney zich meer bezig met de rol van technisch directeur.
Na het succes van Unreal verhuisde het bedrijf naar Cary, en in 1999 werd het hernoemd naar Epic Games.

## Filantropie
Sweeney kocht in 2008 grote stukken land in de Amerikaanse staat North Carolina ter conservatie. Hij werd hiermee de grootste privé landeigenaar in de staat. Doel van deze aankoop is om stukken wildernis en natuurgebied te beschermen.

## Werken
Enkele spellen waar Sweeney geheel of gedeeltelijk aan heeft gewerkt zijn:
- ZZT (1991)
- Super ZZT (1992)
- Jill of the Jungle (1992)
- Jazz Jackrabbit (1994)
- Town (2009)